# Алибегашвили, Гаянэ Владимировна
Гаянэ Владимировна Алибегашвили (груз. გაიანე ალიბეგაშვილი, 1 марта 1922, Степанцминда, Мцхета-Мтианети — 1997) — грузинский советский искусствовед. Доктор искусствоведения (1975), профессор (1976). Заслуженный деятель науки Грузинской ССР (1987).

## Биография
В 1944 году окончила филологический факультет Тбилисского государственного университета, а в 1948 году — аспирантуру Института истории грузинского искусства. Кандидат искусствоведения, тема диссертации «Четыре портрета царицы Тамары : Светский портрет в грузинской монументальной живописи XI—XIII веков».
С 1949 года — сотрудник Института истории искусств Грузии; с 1985 — заведующая отделом средневекового изобразительного искусства.
С 1968 года преподавала в Тбилисской академии художеств.
Участвовала в международных симпозиумах, посвященных грузинскому искусству, а также взаимосвязи грузинского и византийского искусства, на международных конгрессах византийских ученых.